# Anne Schwanewilms

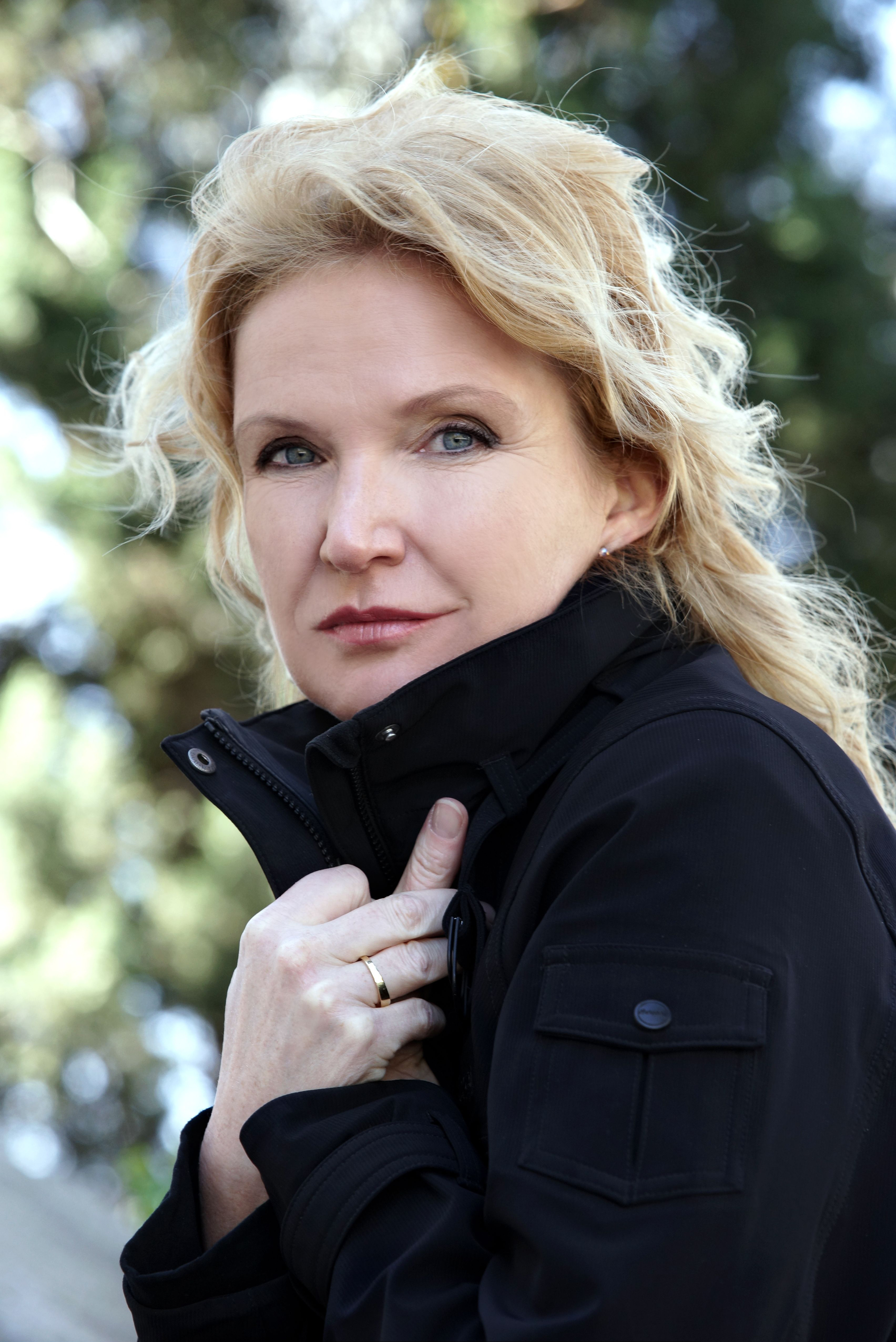
Anne Schwanewilms

Anne Schwanewilms (* 1963 in Gelsenkirchen) ist eine deutsche Opernsängerin (Sopran).

## Leben
Anne Schwanewilms erhielt ihre Gesangsausbildung in Köln. Zu ihren Lehrern gehörte der berühmte Bassist Hans Sotin. Vor ihrer Gesangsausbildung erlernte sie in Gelsenkirchen das Handwerk der Floristen. Von 1990 bis 1992 war sie Mitglied des Opernstudios in Köln, anschließend war sie an der dortigen Oper bis 1996 reguläres Ensemblemitglied. Nachdem sie anfänglich Rollen für Mezzosopran gesungen hatte, orientierte sie sich neu, kündigte sogar eingangene langfristige Verträge, und wechselte in das Sopranfach. Sie gastiert an den Opernhäusern in Hamburg, Dresden, Frankfurt, München, Wien, Zürich, London, Rom, Barcelona, Madrid, Mailand, New York und Tokio. Mehrfach war sie bei den Salzburger und Bayreuther Festspielen zu Gast, zuletzt sang sie dort 2017 Eva in der Neuproduktion von Richard Wagners Die Meistersinger von Nürnberg.
Anne Schwanewilms machte sich zunächst vor allem als Interpretin von Richard-Wagner-Partien einen Namen. 1996 bis 1998 trat sie bei den Bayreuther Festspielen als Gutrune in der Götterdämmerung auf. Heute zählt sie international zu den herausragenden Interpretinnen der Werke von Richard Strauss. Zu ihrem Repertoire gehören Partien wie Arabella, Ariadne (Ariadne auf Naxos), Feldmarschallin (Der Rosenkavalier), Kaiserin (Die Frau ohne Schatten) und Danae (Die Liebe der Danae). Darüber hinaus singt sie auch Rollen wie Desdemona (Otello), Marie (Wozzeck) und Madame Lidoine (Dialogues des Carmélites).
Anne Schwanewilms bezeichnete in einem Interview von 2012 das Lied als ihr Metier, Liederabende seien „meine Inszenierungen“. Bei ihren Liederabenden wird sie unter anderem vom Malcolm Martineau, Charles Spencer und Roger Vignoles begleitet und interpretiert Lieder von Schumann, Wolf, Wagner, Liszt, Mahler, Strauss und Schönberg. Anne Schwanewilms gibt regelmäßig Meisterkurse und ist Mitglied der Jury des Louis-Spohr-Wettbewerbs für Liedbegleitung.
Bei der Kritikerumfrage der Zeitschrift Opernwelt 2002 wurde Anne Schwanewilms zur „Sängerin des Jahres“ gewählt. Ihre CD-Aufnahme von Alban Bergs Wozzeck (Hans Graf, Houston Symphony) erhielt den ECHO Klassik 2017 und den Grammy Award 2018.
2018 wurde Schwanewilms als Professorin für Gesang an die Hochschule für Musik Franz Liszt Weimar berufen.

## CD-Aufnahmen
- Richard Strauss: 4 letzte Lieder - Orfeo
- Richard Strauss: Elektra – Profil
- Richard Strauss: Lieder – Hyperion
- Richard Strauss: Orchesterlieder – Halle
- Gustav Mahler: Sinfonie Nr. 8 – Decca
- Francis Grier: Around the Curve of the World – Somm
- Richard Wagner: Wesendonck-Lieder – Capriccio
- Gustav Mahler: Kindertotenlieder – Onyx
- Johanna Doderer: Symphony Nr. 2 und Violin Concerto Nr. 2 – Capriccio
- Arnold Schönberg: Gurre-Lieder – Thorofon
- Franz Schubert, Franz Schreker, Erich Wolfgang Korngold: Schöne Welt... – Capriccio
- Alban Berg: Wozzeck – Capriccio

## DVD-Aufnahmen
- Richard Wagner: Götterdämmerung – Deutsche Grammophon
- Richard Wagner: Lohengrin
- Franz Schreker: Die Gezeichneten – Euro Arts
- Richard Strauss: Der Rosenkavalier – Medici Arts